# Herpetostrongylus
Herpetostrongylus ist eine Gattung der Fadenwürmer, die im Darm von Reptilien parasitieren. Sie kommen in Australasien vor.

## Merkmale
Die Synlophe bei Herpetostrongylus-Arten wird durch zwei Erweiterungen der Kutikula auf der linken Körperseite gebildet oder durch mehr als 10 Leisten, die von rechts / bauchwärts-rechts nach links / links-rückenseitig verlaufen. Die 8. Rippe der Bursa copulatrix kreuzt über die Rückenseite der 6. Rippe. Die Mundhöhle ist flach und weist einen großen rückenseitigen Zahn und zwei kleine subventrale Zähne am Eingang zum Ösophagus auf. Die Bursa copulatrix besteht aus zwei symmetrischen Seitenlappen und einem kleinen dorsalen Lappen. Die ventroventralen und lateroventralen Rippen weichen weit auseinander und erreichen beide die Außenkante der Bursa. Die anterolaterale Rippe ist deutlich kräftiger als die anderen Seitenrippen und reicht nicht bis zum Bursarand. Die mediolaterale Rippe divergiert von der anterolateralen, liegt aber relativ nah an der posterolateralen Rippe, beide erreichen das Bursaende. Die Dorsalrippe weist auf der Spitze eine Zweiteilung auf. Eine Papille vor der Bursa ist vorhanden. Die Spicula sind über einen längeren Abschnitt flügelförmig und am Ende etwas verdickt. Die Vulva der Weibchen liegt in Richtung des Hinterendes. Der Schwanz der Weibchen hat einen Endsporn, manchmal auch zwei annähernd bauchseitig liegende Fortsätze.

## Systematik
Hodda (2022) ordnet Herpetostrongylus in die Untertribus Herpetostrongylinii der Tribus Herpetostrongylini ein. Zur Gattung gehören zwei Arten:
- Herpetostrongylus pythonis
- Herpetostrongylus varani

Die beiden Arten Herpetostrongylus indicus und Herpetostrongylus leiperi sind in die Gattung Vaucherus überführt worden.